# یواس‌اس کوشینگ (تی‌بی-۱)
یواس‌اس کوشینگ (تی‌بی-۱) (به انگلیسی: USS Cushing (TB-1)) یک کشتی بود که طول آن ۱۴۰ فوت (۴۳ متر) بود. این کشتی در سال ۱۸۹۰ ساخته شد.